# Pećka Bistrica
Pećka Bistrica – rzeka w Kosowie, prawy dopływ Białego Drinu.
Długość rzeki wynosi 62 km, a powierzchnia dorzecza 505 km². Źródła rzeki znajdują się na wysokości 1900 m n.p.m.